# オーバーヴォルファッハ数学研究所

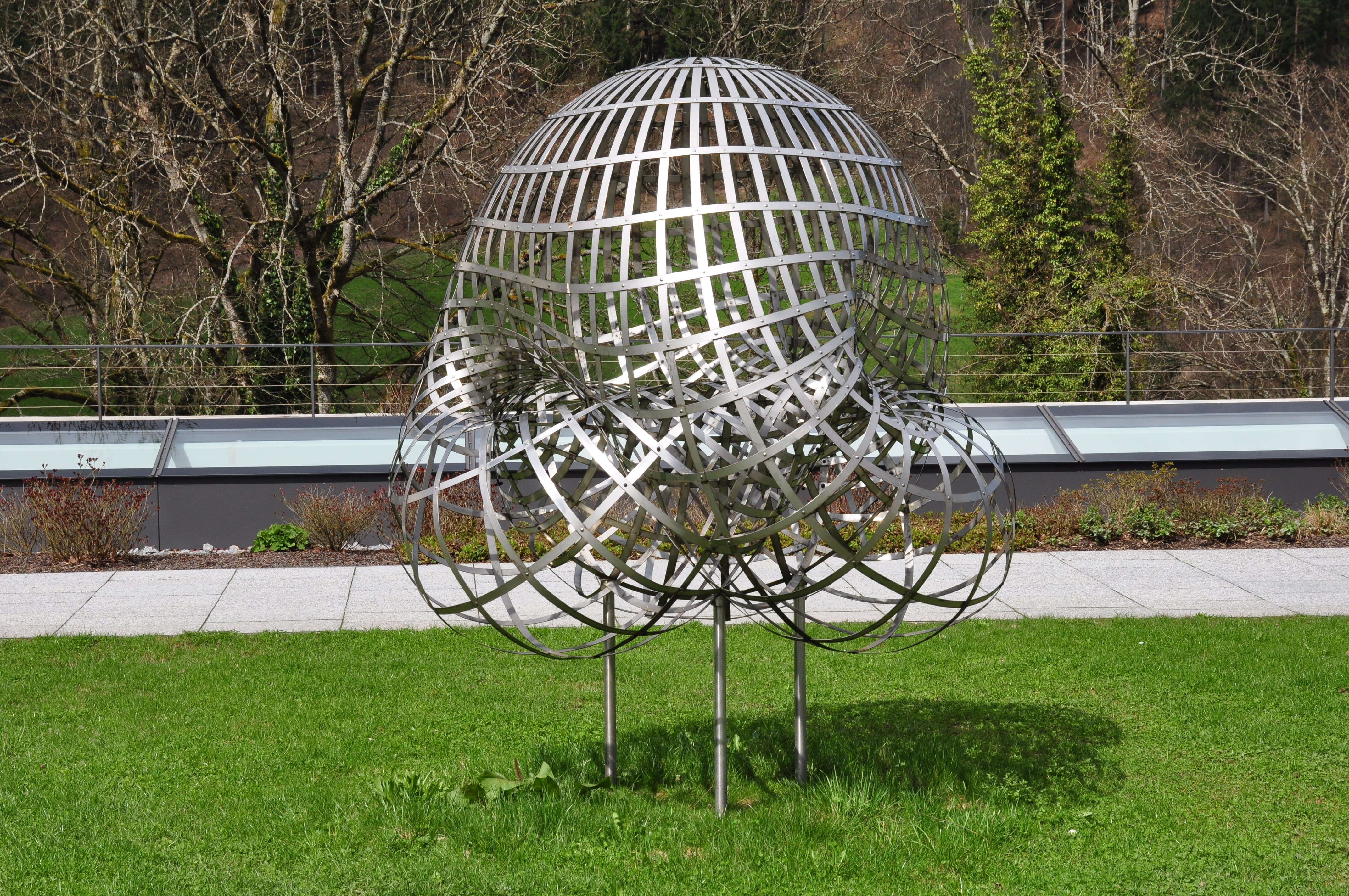
ボーイ曲面の像（研究所エントランス）

オーバーヴォルファッハ数学研究所（Mathematisches Forschungsinstitut Oberwolfach）は、南ドイツ・オーバーヴォルファッハの数学研究所。数学者のヴィルヘルム・ジュースによって1944年9月に設立された。世界中の数学者、科学者が滞在して共同研究を行い、毎週ワークショップが行われている。
1991年1月28日にメルセデス・ベンツ社より送られた「ボーイ曲面」の象徴的な像が研究所の前に設置された。

## 所長
- 1944–1958, ヴィルヘルム・ジュース
- 1958–1959, ヘルムート・クネーザー
- 1959–1963, Theodor Schneider
- 1963–1994, Martin Barner
- 1994–2002, Matthias Kreck
- 2002–    , Gert-Martin Greuel

## オーバーヴォルファッハ賞
オーバーヴォルファッハ賞はヨーロッパの35歳以下の若手数学者の革新的な偉業に対しておよそ3年ごとに授与されている。
受賞者
- 1991 Peter Kronheimer
- 1993 Jörg Brüdern and Jens Franke
- 1996 Gero Friesecke and Stefan Sauter
- 1998 Alice Guionnet
- 2000 Luca Trevisan
- 2003 Paul Biran
- 2007 ゴ・バオ・チャウ
- 2010 Nicola Gigli and László Székelyhidi Jr.
- 2013 ユーゴー・デュミニル＝コパン
- 2016 Jacob Fox
- 2019 Oscar Randal-Williams